# Rylo Rodriguez
Rylo Rodriguez, pseudonimo di Ryan Preston Adams (Mobile, 30 settembre 1993), è un rapper statunitense.

## Biografia
Dà inizio alla sua carriera musicale collaborando a più riprese con il rapper Lil Baby, creando con lui singoli di successo come singoli Eat Or Starve e Stick On Me e prendendo parte come artista ospite in brani come No Friends e Forget That, entrambe certificate oro negli Stati Uniti. Nel 2019 inizia a pubblicare mixtape in maniera autonoma. A partire dal 2020 pubblica musica attraverso l'etichetta di proprietà di Lil Baby 4FP e Virgin Music. Pubblica quindi il suo album di debutto G.I.H.F., che raggiunge la posizione 37 della Billboard 200. Il progetto viene accolto positivamente dalla critica: in particolare Rolling Stone inserisce Adams alla posizione 48 nella classifica dei migliori artisti del 2020.
Continua nel frattempo a prendere parte a collaborazioni con Lil Baby: in particolare partecipa al brano 550 Degrees, che viene certificato platino negli Stati Uniti, e Cost to Be Alive, che raggiunge la posizione 57 nella Billboard Hot 100. Nel marzo 2023 pubblica il mixtape Sorry for the Delay, seguito dal singolo Thank for You in collaborazione con NoCap: quest'ultimo raggiunge la posizione 102 nella classifica statunitense. Pubblica successivamente il suo secondo album in studio Been One, che debutta in top 10 nella Billboard 200.

## Discografia

### Album
- 2020 – G.I.H.F.
- 2023 – Been One

### Mixtape
- 2019 – Gift from the Ghetto
- 2019 – Before the Album
- 2023 – Sorry Four the Delay

### Singoli
- 2020 – For Me (feat. Yo Gotti)
- 2022 – Set Me Free
- 2023 – Thang for You (feat. NoCap)